# Нещин
Нещин (на сръбски: Нештин или Neštin) е село във Сърбия, АО Войводина, Южнобачки окръг, община Бачка паланка.
Намира се на 3 км по десния бряг на Дунава, на 1294 км от влива на реката в Черно море.

## История
Предполага се, че тук се е намирало римско селище, на мястото на което през 1445 г. се построен Каструм Нец – владение на фамилията Уйлаг. При Сусек, на 3 км от десния дунавски бряг, е имало и друго владение на Уйлаг, споменато за пръв път през 1495 г.

## Население
Населението на селото през 1991 е възлизало на 1002 жители.
Етнически състав:
- сърби-689 (76,55%) жители
- хървати-86 (9,55%) жители
- словаци-56 (6,22%) жители
- югославяни-5 (0,55%) жители
- други-10 (1,1%) жители
- недекларирали-22 (2,44%) жители